# (173075) 2006 UC
2006 يو سي (ويعرف أيضًا باسم (173075) 2006 يو سي وفق تسمية الكوكب الصغير) (بالإنجليزية: 2006 UC)‏ هو كويكب ضمن حزام الكويكبات؛ وترتيبه 173075 من حيث الاكتشاف.
اكتُشف هذا الجُرم الفلكي بواسطة جيمس ويتني يونغ في 16 أكتوبر 2006.

## وصلات خارجية
- (173075) 2006 UC في قاعدة بيانات مختبر الدفع النفاث لأجرام النظام الشمسي الصغيرة

- الاكتشاف · مخطط المدار ·  العناصر المدارية · المعلمات المادية

- (173075) 2006 UC على موقع ويكي سكاي: DSS2, SDSS, GALEX, IRAS, Hydrogen α, X-Ray, Astrophoto, Sky Map, Articles and images